# Ruta 113 (Costa Rica)
La Ruta 113, oficialmente Ruta Nacional Secundaria 113, es una ruta nacional de Costa Rica ubicada en la provincia de Heredia.

## Descripción
En la provincia de Heredia, la ruta atraviesa el cantón de Heredia (el distrito de Heredia), el cantón de Barva (los distritos de San Pablo, San José de la Montaña), el cantón de San Rafael (los distritos de San Rafael, San Josecito, Santiago, Ángeles).